# Johan Runius

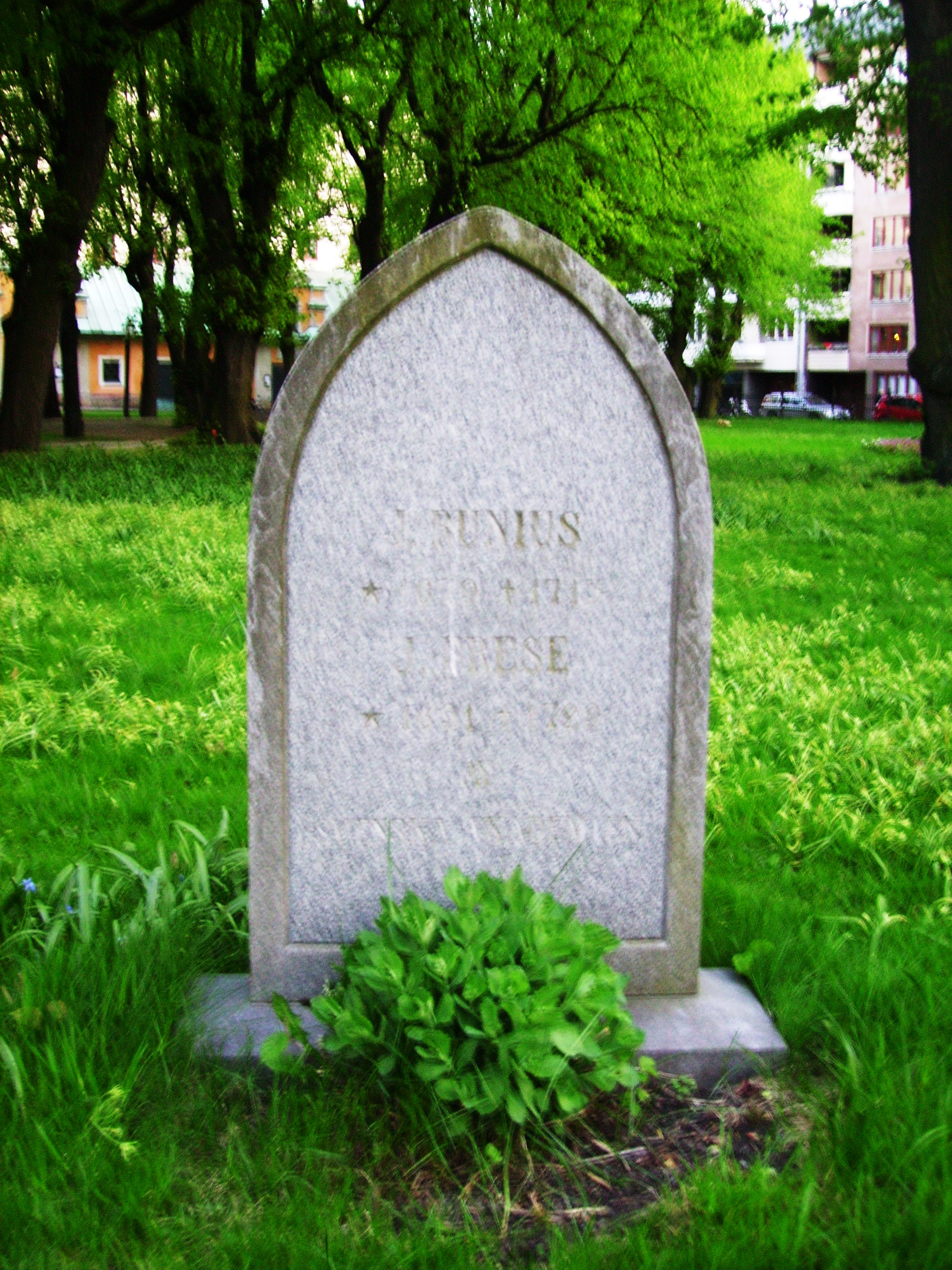
Runius gravvård.

Johan Runius, född 1 juni 1679 i Larvs socken i Västergötland, död 1 juni 1713 i Stockholm, var en svensk poet och den förste kände Göteborgsvitsaren. Hans samtid gav honom hedersnamnen "Poesins Phoenix" och "Smycket bland Sveriges skalder." 

## Biografi
Runius föddes i Larvs socken i Västergötland 1679 och var son till Arvid Runius, församlingens präst. Under några år i slutet av 1600-talet kom han att studera vid bland annat Göteborgs gymnasium, då beläget vid Domkyrkan. 1699 tog han examen och höll då ett avslutningstal i form av en dikt, "Nimrods Skäckta Til Götheborgs Beröm". Dikten innehåller en av de tidigaste beskrivningarna av staden Göteborg och dess omgivningar samt det äldsta kända exemplet i skrift på västgötadialekt. Efter examen flyttade Runius till Uppsala och skrev in sig vid Uppsala universitet. 
Johan Runius avled i lungsot den 1 juni 1713 i Stockholm, 34 år gammal. Han begravdes på Maria Magdalena kyrkogård i Stockholm.

## Yrkesliv
Johan Runius var år 1700 informator och handsekreterare hos generalguvernör Nils Stromberg, där han stannade till kort före sin död. I början av 1713 tog han steget fullt ut och försörjde sig på sitt diktande. Dagen före sin död rimmade han följande epigram: "Har Majus varit svår och gruvlig tid för Runius; Så ger väl honom Gud en ljuv och rolig Junius." Han tömde därpå tre glas – ett som erkänsla för livets ingång, ett som tack för dess framgång och ett till välönskan för dess utgång.

## Den litterära produktionen
Under sin levnad skrev Runius både dikter och visor. Han var framförallt känd för att använda sig av en rad olika versmått i sin diktning och han är sannolikt en av de skickligaste rimsmidare som den svenska litteraturen har begåvats med. Bland hans alster kan nämnas Friskens och Runii resa till Dalaröen Påskeafton 1712, Öfwer Werldens Fåfängligheter, Ämbets- och Ähre-Trappa, Ett litet infall för roskull och Rimdanz i Fastlagen. Merparten av hans produktion består av tillfällesdikter. 
Ett år efter Johan Runius död gavs den första delen av diktsamlingen Dudaim ut, innehållande skaldens andliga diktning. Året därpå publicerades den andra delen med bröllops- och gravskrifterna. Efterfrågan var mycket stor och upplagan sålde snabbt slut varför man beslutade att göra en andra utgåva av verket där man även inkluderade en tredje del som innehöll blandade dikter. 1733 kom den kompletta utgåvan av Dudaim ut.
C.J Lénström kallar i sin Svenska Poesins Historia (1839) Runius för en rimmare "--som förlustat sin tid genom de galnaste rimmerier" och som "--ävlas att över de trivialaste tankar kasta en dräkt som lyser av ord- och figurlekar och de dummaste bilder." En annan bild ger P.G. Berg i sin Svensk konversations-Lexikon (1848), där det heter: "Han var en folkpoet i detta ords bemärkelse efter hans tids smak och lynne, icke jagande efter rim och infall, utan snarare jagad av dem, avtvingande även det sorgligaste ämne en glättig sida, ofta framblixtrande med omedvetna snilledrag, som troligen endast behövt lyckligare omständigheter, en mera städad smak hos sina omgivningar och kanske en längre livstid för att bli en skald av högre ordning."